# Критика Лукаса
Критика Лукаса (англ. Lucas critique) — критика недостаточной микроэкономической обоснованности макроэкономических моделей, которые использовались до начала 1970-х годов. Автор критики Роберт Лукас утверждал, что наблюдаемые в агрегированных исторических данных корреляции содержат в себе не только зависимости между макроэкономическими переменными, но и отражают реакцию экономических агентов на меняющуюся экономическую среду. Агенты обладают рациональными ожиданиями и способны адаптироваться к изменениям среды, в частности к изменению экономической политики. По этой причине вид уравнений в моделях и значения параметров в них могут меняться, что приводит к противоречию с прежними наблюдениями. 
Критика Лукаса тесно связана с дискуссией вокруг кривой Филлипса, вид которой начал сильно меняться в 1970-х годах. В результате часть экономистов вынуждена была отказаться от ее использования. Лукас предложил строить модели, исходя из устойчивых к изменению среды микроэкономических оснований. Такие модели учитывают ожидания агентов и строятся на «глубоких», или структурных, параметрах, не зависящих от политики. Такими параметрами могут быть параметры функции полезности или производственной функции. Лукас предложил модель с несовершенной информацией и рациональными ожиданиями, которая объясняла существование кривой Филлипса в 1950-е и 1960-е годы и описывала механизм ее деформации в 1970-е.
Критика Лукаса была важна для понимания механизма стагфляции и повлияла на все дальнейшее развитие макроэкономики. Современные DSGE модели являются полностью обоснованными микроэкономически и поэтому соответствуют требованиям Лукаса.

## Формулировка
Критика сформулирована в работе Лукаса «Econometric policy evaluation: A critique».
...так как структура любой эконометрической модели содержит в себе оптимальные решения экономических агентов, и эти решения систематически меняются при изменении рядов данных, которые принимают во внимание агенты, то любое изменение политики приведет к систематическому изменению структуры самих моделей.

## Предыстория
Лукас не был первым, кто критически оценил состояние макроэкономики. Похожие идеи выражены в законе Кэмпбелла и в законе Гудхарта. Однако он сумел показать несостоятельность экономической политики, основанной на «больших» макроэкономических моделях того времени. Из-за того, что параметры таких моделей не были структурными, они должны были бы обязательно поменяться при изменении политики. Поэтому выводы об экономической политике, основанные на таких моделях, могли бы быть обманчивыми. Это заключение поставило под вопрос господствующие крупномасштабные эконометрические модели, которые были не достаточно основаны на динамической экономической теории. Лукас подытожил эти замечания в виде критики.
Критика Лукаса предполагает то, что если мы хотим предсказать последствия опробования экономической политики, нам следует заложить в модель «глубокие параметры» (связанные с предпочтениями, технологией и ограничениями ресурсов), которые определяют индивидуальное поведение. Это позволяет впоследствии предсказывать то, как будут вести себя отдельные люди, принимая во внимание изменения политики, а затем обобщать решения отдельных людей для вычисления макроэкономических последствий изменения политики.
Критика Лукаса оказалась важной не только потому, что поставила под сомнение многие существующие модели, но и также потому, что подтолкнула специалистов по макроэкономике к созданию микроэкономических оснований для их моделей. До Лукаса всегда считалось, что микроэкономические основания желательны, но он убедил многих экономистов в том, что они необходимы. Сторонники теории реальных экономических циклов, начиная с Финна Кидланда и Эдварда Прескотта, сосредоточивают своё внимание на изучении использования микроэкономических оснований для разработки макроэкономических моделей. Современные макроэкономические модели, основанные на микроэкономических взаимодействиях рациональных агентов, часто называются динамическими стохастическими моделями общего равновесия.

## Примеры
Одним из важных приложений критического взгляда Лукаса является то, что эта концепция подразумевает возможность разрушения исторически сложившейся отрицательной зависимости между инфляцией и безработицей, известной как кривая Филлипса, в случае если руководящие денежно-кредитные учреждения попытаются её использовать. Постоянно увеличивающееся накопление надежд на то, что использование соотношения приведёт к уменьшению безработицы, должно, в конце концов, вызвать увеличение ожидаемой фирмами инфляции, что изменит их решения в области найма.
Для совсем упрощённого примера отметим, что хотя похищений из хранилища золотых запасов США в Форт Нокс никогда не было, это не означает, что можно, не опасаясь за безопасность, снять охрану, поскольку побуждение не устраивать ограбление Форт Нокс основано на наличии охраны. Другими словами, благодаря высокому уровню безопасности, который сегодня существует в этом форте, преступники, скорее всего, не попытаются совершить ограбление, поскольку они знают, что это им вряд ли удастся. Но изменение политики безопасности, такое как, например, снятие охраны, привело бы преступников к переоценке издержек и выгод от ограбления форта. Поэтому тот факт, что при существующей политике отсутствуют попытки ограблений, не означает, что такое положение следует ожидать при всех возможных видах политики. Подобным образом только тот факт, что высокий уровень инфляции был связан с низким уровнем безработицы во время применения государством денежно-кредитной политики в начале двадцатого века, не означает, что следует ожидать то, что высокий уровень инфляции приведёт к низкому уровню безработицы при всех возможных видах денежно-кредитной политики.